# Cosmarium formosulum
Cosmarium formosulum  là một loài Song tinh tảo trong họ Desmidiaceae, thuộc chi Cosmarium.